# Sociedad Catalana de Matemáticas
La Sociedad Catalana de Matemáticas (en catalán: Societat Catalana de Matemàtiques, SCM) es una sociedad filial del Instituto de Estudios Catalanes (IEC) fundada en 1986. La SCM sigue las actividades de la Sección de Matemáticas de la Sociedad Catalana de Ciencias Físicas, Químicas y Matemáticas fundada en 1931 por el IEC. Sus objetivos principales son extender el conocimiento de las ciencias matemáticas y fomentar su enseñanza y la investigación en los Países Catalanes. Actualmente, la asociación cuenta con más de 1000 socios y es una de las filiales del IEC con mayor número de actividades.